# Itzcoatl
Itzcoatl (du nahuatl itzcōātl, dont le nom se traduit par « Serpent d'obsidienne »), né vers 1380 et mort en 1440, est le quatrième tlatoani de Tenochtitlan ainsi que le fondateur de l'Empire aztèque. Il est le fils d'Acamapichtli et, par conséquent, le frère de Huitzilihuitl et l'oncle et successeur de Chimalpopoca en 1427. Sous son règne, il libère les Aztèques de la domination des Tépanèques grâce à une politique d'alliance, préconisée par son neveu et conseiller Tlacaelel, avec les deux cités de Texcoco et Tlacopan, politique à l'origine de la Triple Alliance et de la puissance aztèque.

## Biographie

### Campagne d'Azcapotzalco

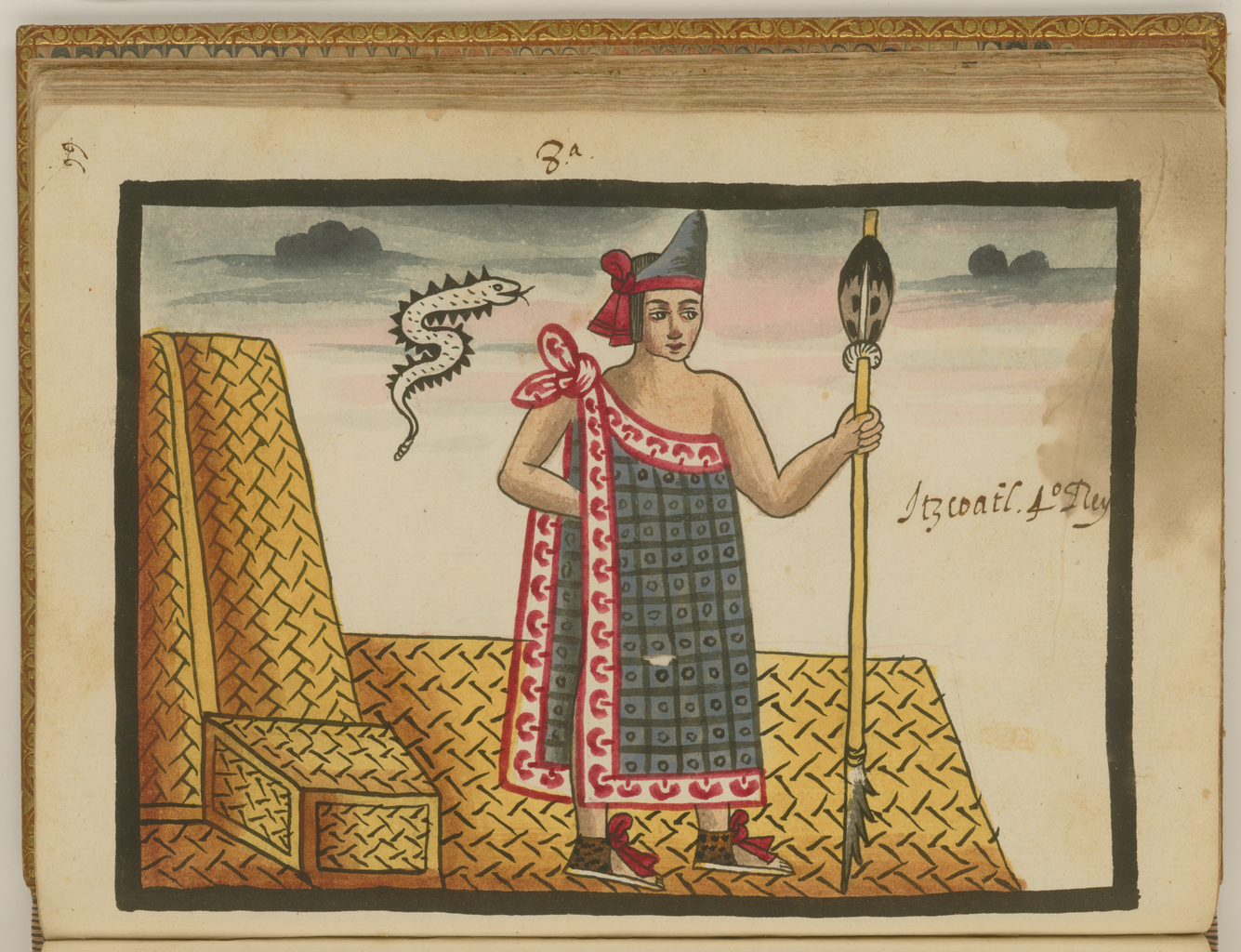
Itzcoatl, quatrième roi aztèque (règne : 1427-1440). Codex Tovar, XVIe siècle, Juan de Tovar.

Itzcoatl est le fils du premier souverain de Tenochtitlan, Acamapichtli. Il est élu tlatoani lorsque son prédécesseur, son neveu Chimalpopoca, est tué par le dirigeant de l'altepetl (cité-état) tépanèque voisin d'Azcapotzalco (en), Maxtla.
C'est sous son règne que se déroule la première grande phase d'expansion aztèque. Avant d'être élu tlatoani, il occupe le poste de tlacochcálcatl (« chef de la maison des armes » en nahuatl, c'est-à-dire la plus haute fonction militaire). Aidé par son neveu Tlacaelel, il s'allie au tlatoani de Texcoco, Nezahualcoyotl. Tenochtitlan n'avait alors pas la puissance militaire nécessaire pour vaincre les Tépanèques, et l'alliance avec Texcoco était principalement due au fait que Maxtla avait l'intention de la conquérir, et que Nezahualcoyotl avait une querelle personnelle avec les tlatoani tépanèques. Des années auparavant, Maxtla avait tué son père, Ixtlilxochitl Ier, sous ses yeux. Nezahualcoyotl dut se réfugier à Tenochtitlan pour demander l'aide de son oncle Itzcoatl. Pendant de nombreuses années, Netzahualcoyotl a été hébergé par la noblesse aztèque. Plus tard, il parvient à reconquérir Texcoco contre Azcapotzalco. Lorsque Itzcoatl fit la guerre à Azcapotzalco, il demanda à Nezahualcoyotl de le rejoindre, lui rappelant l'époque où Tenochtitlan l'avait hébergé. Tenochtitlan et Texcoco, aidé par la cité tépanèque de Tlacopan, formèrent ainsi une alliance, dont Itzcoatl dirigea personnellement les armées dans la bataille contre les Tépanèques. Quinze jours après le début de la bataille, Maxtla fut vaincu et, au début de l'année 1428, la domination des Tépanèques dans la vallée de Mexico prit fin, et Azcapotzalco fut brûlé et saccagé.
Après cette victoire, Itzcoatl, Nezahualcoyotl et Totoquihuatzin, tlatoani de Tlacopan, conclurent ce qui allait devenir la Triple Alliance, formant la base du futur Empire aztèque.

### Réformes religieuses

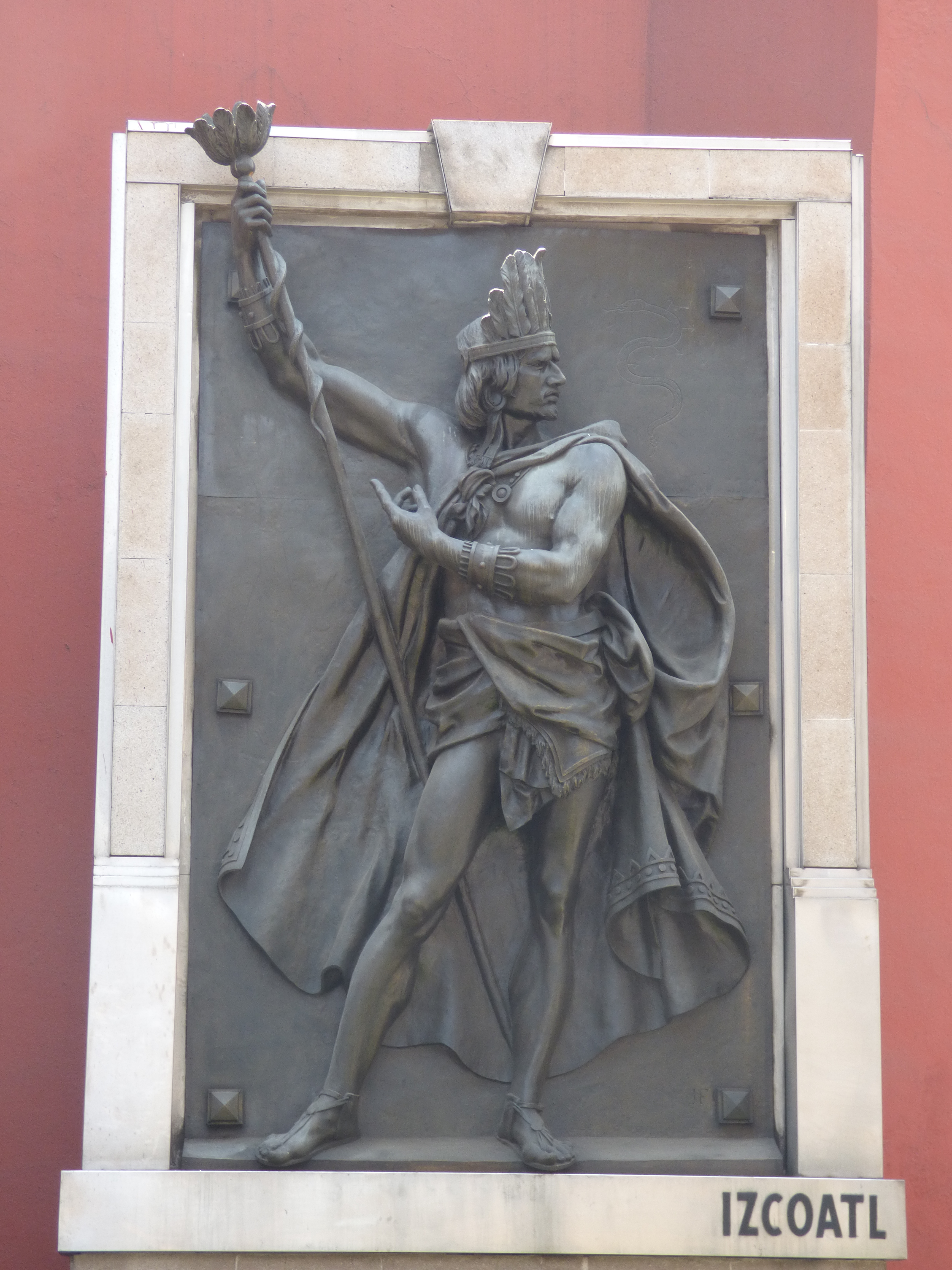
Haut-relief en bronze d'Itzcoatl par Jesús F. Contreras, Jardin de la Triple Alliance, Mexico.

À la suite de cette victoire d'Itzcoatl, Tlacaelel reçoit le titre de Cihuacoatl (équivalent à « conseiller suprême », fonction politique et religieuse comparable à un vice-roi) et entreprit une réforme profonde de la société. il fait entreprendre par Itzcoatl une réécriture de l'histoire et ordonne de détruire tous les anciens codex des peuples soumis, pour les remplacer afin de créer une série de concepts cosmogoniques et cosmologiques soutenant l'origine mythique des Aztèques (c'est sous son influence qu'est née la vision mystique du peuple aztèque, la légende des soleils, la plus grande partie de la théogonie aztèque ainsi que l'origine mythique d'Aztlán) et en tant qu'héritiers et descendants des Toltèques (toltecáyotl, « lignée toltèque ») et de la toltequidad, condensé des avancées civilisationnelles mésoaméricaines comprenant une langue et un discours iconographique homogènes, un art, une culture et des coutumes hérités des peuples mésoaméricains et d'un noyau religieux millénaire. Parmi les réformes menées, on trouve également la promotion définitive de l'importance du sang et des sacrifices humains pour l'existence même de l'univers. Cette réforme permis à l'Empire aztèque de développer une histoire et un mythe, ainsi que de dresser la vocation guerrière des Aztèques au travers du culte de Huitzilopochtli.

### Conquêtes suivantes

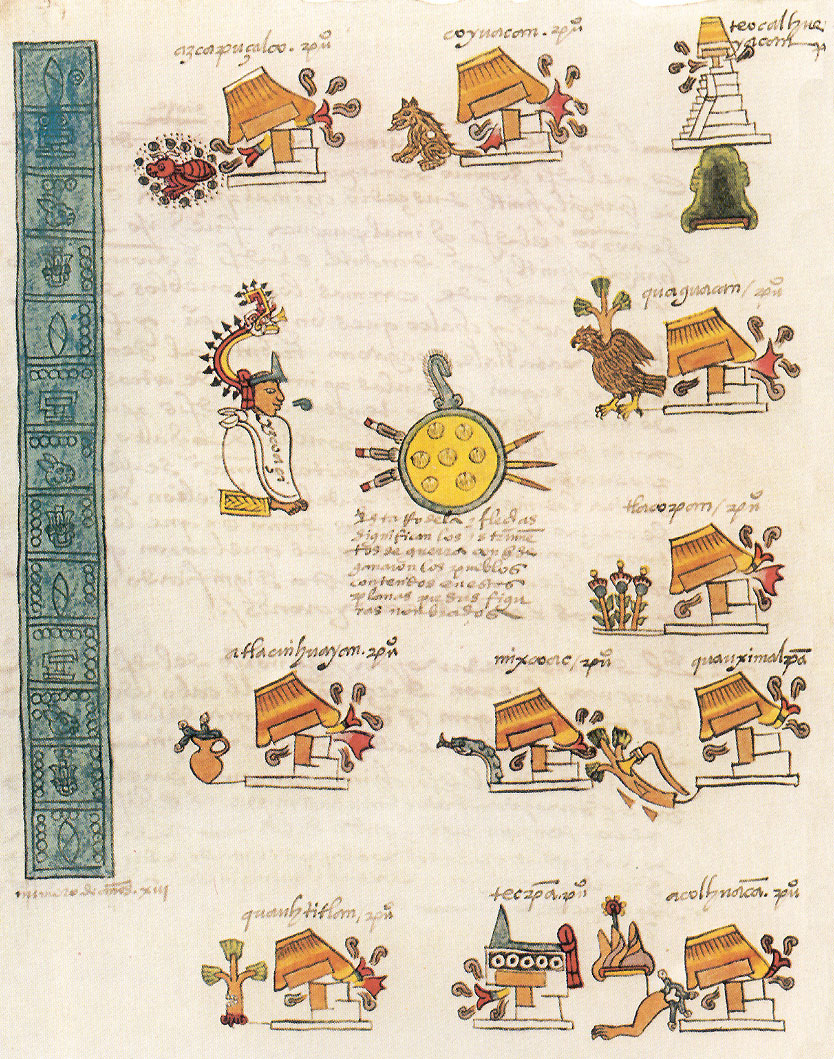
Hauts faits et conquêtes d'Itzcoatl, selon le Codex Mendoza.

Itzcoatl mena par la suite plusieurs campagnes réussies contre les cités mésoaméricaines de Xochimilco (en) (1430), Mixquic (en) (1432), Cuitlahuac (1433) et Cuauhnáhuac (1439), qui garantissent les ressources agricoles de Tenochtitlan et, avec la conquête de Culhuacan et de Coyoacán, consolident le contrôle de la Triple Alliance sur la moitié méridionale de la vallée de Mexico. Au cours de cette même période, la chaussée de Tepeyacac reliant Tenochtitlan à la rive nord du lac et aux temples de Cihuacoatl, ainsi qu'une extension supplémentaire du Templo Mayor pour la vénération d'Huitzilopochtli et Tlaloc ont été construites. Itzcoatl s'intéressa également aux quartiers de chinampas sur les rives sud des lacs de Xochimilco et de Chalco (en). Les sources d'eau douce qui bordent ces rives ont permis le développement de vastes jardins surélevés, ou chinampas, installés sur les eaux peu profondes. 
Grâce à cette série de victoires, Itzcoatl prend le titre de culhua teuctli (en), « seigneur des Culhuas », tandis que Totoquihuatzin, tlatoani de Tlacopan, prend celui de tepaneca teuctli, «  seigneur des Tépanèques ».
Itzcoatl mourut en 1440. Son neveu Moctezuma Ier, fils de son frère Huitzilihuitl, lui succèda.

## Postérité
De nombreuses statues ont été réalisés à l'effigie d'Itzcoatl, considéré comme le fondateur de l'Empire aztèque. 
En janvier 2021, l'INAH a proposé de déplacer les statues d'Itzcóatl et Ahuitzotl (cinquième empereur aztèque), connues sous le nom d'Indios Verdes (en), du Parque del Mestizaje à Gustavo A. Madero, à Mexico, vers le Paseo de la Reforma : « Le transfert signifie une lecture de l'espace urbain, en récupérant le discours historique qui a donné lieu à la formation d'un ensemble de monuments et de ronds-points sur le Paseo de la Reforma, conçu à la fin du XIXe siècle, avec l'idée d'honorer la Réforme, une grande transformation pour le Mexique, mais aussi de récupérer une lecture historique qui commence précisément par souligner la splendeur mexicaine et l'importance des antécédents préhispaniques ou mésoaméricains de notre pays », a déclaré Diego Prieto, directeur de l'INAH.